# Авалуддин, Хамид
Хамид Авалуддин (индон. Hamid Awaluddin) — Чрезвычайный и Полномоченный Посол Республики Индонезии в Российской Федерации в 2008—2011 годах. Имеет учёную степень доктора философии.

## Биография
Хамид Авалуддин родился 5 октября 1960 года в Паре-Паре, провинция Южный Сулавеси. С 8 апреля 2008 года по декабрь 2011 занимал должность посла Индонезии в России и Беларуси. До этого с 20 октября 2004 по 8 мая 2007 года работал министром юстиции и по правам человека в правительстве Индонезии.
26 ноября 2011 года председатель Совета муфтиев России Равиль Гайнутдин вручил Хамиду Авалуддину высшую российскую мусульманскую награду — Орден аль Фахр — за значительный вклад в дело распространения исламских культурных и духовных традиций, беззаветное служение мусульманской умме, за активное участие в осуществлении программ по сохранению мира и согласия в обществе, за развитие диалога и сотрудничества между Индонезией и Россией.

## Карьера
Начал свою политическую карьеру во время обучения в университете города Макасар, провинция Южный Сулавеси. В 1998 году получил учёную степень доктора философии в Американском университете (Вашингтон, США). Был членом Центральной избирательной комиссии; принимал активное участие в переговорах между правительством Индонезии и движением «Свободный Ачех».